# Gerde
Gerde es un pueblo ubicado en el distrito de Szentlőrinc, en el condado de Baranya, Hungría.

## Superficie
Posee una superficie de 12,76 kilómetros cuadrados.

## Demografía
Hasta 2019 la población era de 492 habitantes, con una densidad de población de 38,56 habitantes por kilómetro cuadrado.